# 22 mai 1985
Le mercredi 22 mai 1985 est le 142e jour de l'année 1985.

## Naissances
- CariDee English, mannequin américaine
- Carlos Valdés, joueur de football colombien
- Chris Salvatore, acteur, chanteur et mannequin américain
- Cory Martin,  athlète américain
- Dean Gerken, footballeur anglais
- Gloria Asumnu, athlète nigériane
- Graham Harrell, joueur de football américain
- Idriss Ech-Chergui, footballeur français
- Mamadou Diakité, footballeur français
- Marc-Antoine Pouliot, joueur de hockey sur glace canadien
- Mauro Boselli, footballeur argentin
- Rick VandenHurk, joueur néerlandais de baseball
- Stuart Tomlinson, joueur de football britannique
- Tao Okamoto, mannequin et actrice japonaise
- Tranquillo Barnetta, footballeur suisse
- Zlatin Georgiev, joueur de basket-ball bulgare

## Décès
- Aleksandr Babaïev (né le 6 septembre 1923), aviateur soviétique
- Alister Hardy (né le 10 février 1896), biologiste marin, spécialiste du zooplancton et des écosystèmes marins anglais
- Jean Le Lann (né le 20 mars 1914), personnalité politique française
- Jean-Pierre Gabarrou (né le 12 août 1944), personnalité politique française
- Karl-Adolf Hollidt (né le 28 avril 1891), général allemand
- Pierre Couderc (né le 12 août 1919), personnalité politique française
- Wolfgang Reitherman (né le 26 juin 1909), cinéaste américain

## Événements
- Sortie du téléfilm Le Deuxième Couteau
- Sortie du film Rambo 2 : La Mission
- Edgard Pisani ministre de la Nouvelle-Calédonie.
- Enlèvement à Beyrouth de deux Français: Michel Seurat et Jean-Paul Kauffmann.